# Йохан Готлиб Ньоремберг
Йохан Готлиб Ньоремберг (на немски: Johann Gottlieb Nörremberg) е германски физик. Той е роден през 1787 година в Пущенбах, днес част от град Бергнойщад. Изследванията му са главно в областта на поляризацията на светлината и разработката на оптични уреди. Умира през 1862 година в Щутгарт.